# رهانات و فساتين زفاف
الرهانات وفساتين زفاف ( (بالإيطالية: Tris di donne e abiti nuziali)‏ ) هو فيلم درامي إيطالي صدر عام 2009 من تأليف وإخراج فينسينزو تيراشيانو .  تم ازالته من المنافسة في مهرجان البندقية السينمائي الدولي ال66 . 

## الممثلون
- سيرجيو كاستيليتو : فرانكو كامبانيلا
- مارتينا جيديك : جوزفين كامبانيلا
- باولو بريجوليا : جيوفاني كامبانيلا
- رافايلا ريا : لويزا كامبانيلا
- يايا فورتي : ماريلينا
- إيلينا بوريكا : كاترينا
- جيجيو مورا : ماتيو
- فلافيو بارينتي : فابريزيو

## روابط خارجية
- رهانات و فساتين زفاف  في قاعدة بيانات الأفلام على الإنترنت (بالإنجليزية)